# Прах Анджелы
«Прах Анджелы» (англ. Angela’s Ashes) — опубликованные в 1996 году мемуары Фрэнка Маккорта, в деталях описывающие его бедное детство в Лимерике. Книга быстро стала бестселлером во многих странах, была переведена на 17 языков, а в 1999 году вышла её одноимённая экранизация. Также за эту книгу в 1997 году Маккорт был удостоен Пулитцеровской премии. Кроме того, книга получила в 1997 году премии National Book Critics Circle и Exclusive Books Boeke Priz.
У этих мемуаров были продолжения, также пользовавшиеся успехом — ’Tis (1999) и Teacher Man (2005).
Жители Лимерика раскритиковали книгу за неточные описания города.